# Base de loisirs du Bois Français
La Base de loisirs du Bois Français est un parc de 75 hectares situé à 15 km de Grenoble.
Elle est située dans la vallée du Grésivaudan entre les communes de Saint-Ismier et du Versoud. La majeure partie de cet espace se trouve sur la rive droite de l'Isere, avec un accès facilité pour les cyclistes, par une piste cyclable, longeant la rivière, depuis Meylan, et Grenoble.

## Présentation
Située sur le territoire des communes de Saint-Ismier et Le Versoud, la base de loisirs du Bois Français constitue le plus important site naturel périurbain de la région grenobloise. Par le passé, l'Isère y formait une large boucle, occasionnant de nombreuses inondations comme en 1732 où la rivière se recoupa.
Sur demande des maires des communes voisines, pour parer à ces inondations et dans la perspective de la construction de l'autoroute et de l'aérodrome du Versoud, la boucle a été artificiellement coupée.
Après environ un an de travaux de génie civil la coupure a été effectuée  le 1er février 1968, ramenant un méandre de 3 200 m à un chenal en ligne droite de 900 m environ et large de 110 m.
Cinq lacs séparés par des monticules de terre ont été aménagés sur l'ancienne boucle, autour desquels s'est organisée la vie de cet espace ouvert à de nombreux loisirs. Le site a ainsi la forme d'un immense fer à cheval couvrant une superficie d'environ 1 200 m sur 950 m au centre duquel se trouvent encore des terrains agricoles privés, habituellement dévolus à la culture du maïs.
Ouverte tout au long de l'année, c'est avec les beaux jours que les rivages s'animent des activités nautiques, de la pêche, de la baignade et des promenades en famille.
Des clairières et des prairies invitent à la pause pique-nique. Les bois déroulent un peu partout des sentiers de balades à VTT, à pied ou en calèche.

## Gestion du site
La gestion de la base, son entretien des espaces naturels, son personnel, la qualité des prestations sont assurés par le Syndicat d'Aménagement du Bois Français.
Ce syndicat mixte rassemble l'ensemble des communes de la Métro ainsi que les communes de Bernin, Biviers, Crolles, Le Versoud, Montbonnot-Saint-Martin, Saint-Ismier, Saint-Nazaire-les-Eymes, Villard-Bonnot, et    Bresson. 

## Lac Belledonne
C'est le lac consacré à la pêche, même si on peut taquiner le goujon dans toutes les eaux du Bois français, à condition de s'acquitter du permis fédéral. Carpes, brochets, sandres, silure, black-bass et bien d'autres espèces y vivent.

## Lac Taillefer
C'est le plan d'eau dédié à la baignade et à la natation sous la surveillance de 6 maître-nageurs sauveteurs en poste tous les jours de la semaine y compris les jours fériés. C'est le plus artificialisé des quatre et le seul lac entièrement clôturé, et dont l'accès est payant.
La qualité de l'eau y est testée tous les 15 jours.
Un snack et une aire de jeux avec toboggans et tyrolienne sont disponibles aux abords.

## Lac Vercors
C'est le lac consacré aux activités nautiques. Planche à voile, canoë, kayaks et bateaux d'aviron de l'association Nautic Sports évoluent toute l'année avec des
groupes scolaires.

## Lac Chartreuse
C'est le lac accueillant depuis 1987 le Ski Nautique Club Grenoble/Bois Français.
Site homologué par la fédération française de ski nautique, il comporte tremplin, stade de slalom et accueille des
compétitions internationales. Avec 400 licenciés, le club navigue dans le carré d'as du ski nautique français.
Trois moniteurs brevetés d'État, une section handisport de haut niveau et un groupe de baby-ski (moins de 10 ans) contribuent à la qualité de l'ensemble.

## Espace naturel sensible du Bois de la Bâtie
Un cinquième lac plus étendu, l'étang de la Bâtie, jouxte le lac Chartreuse et termine ainsi la configuration de fer à cheval du site. La forêt alluviale environnante a été transformée en réserve naturelle sous le statut d'espace naturel sensible, géré par le département de l'Isère. Un chemin a été aménagé, ponctué de plusieurs postes d'observation, dont un camouflé et un poste-ponton, les autres étant ouverts, chacun offrant un panorama sur une portion du lac. Le poste camouflé comporte également des panneaux explicatifs sur les principales espèces observables, particulièrement les oiseaux. Le gestionnaire du site l'aménage progressivement, avec de nouveaux points d'observation, des panneaux et prospectus pédagogiques et divers travaux de génie écologique,. 
Sur ses terrains, le Département a également établi un verger conservatoire (pommiers, poiriers, cerisiers, pruniers) et une prairie avec une mare pédagogique.

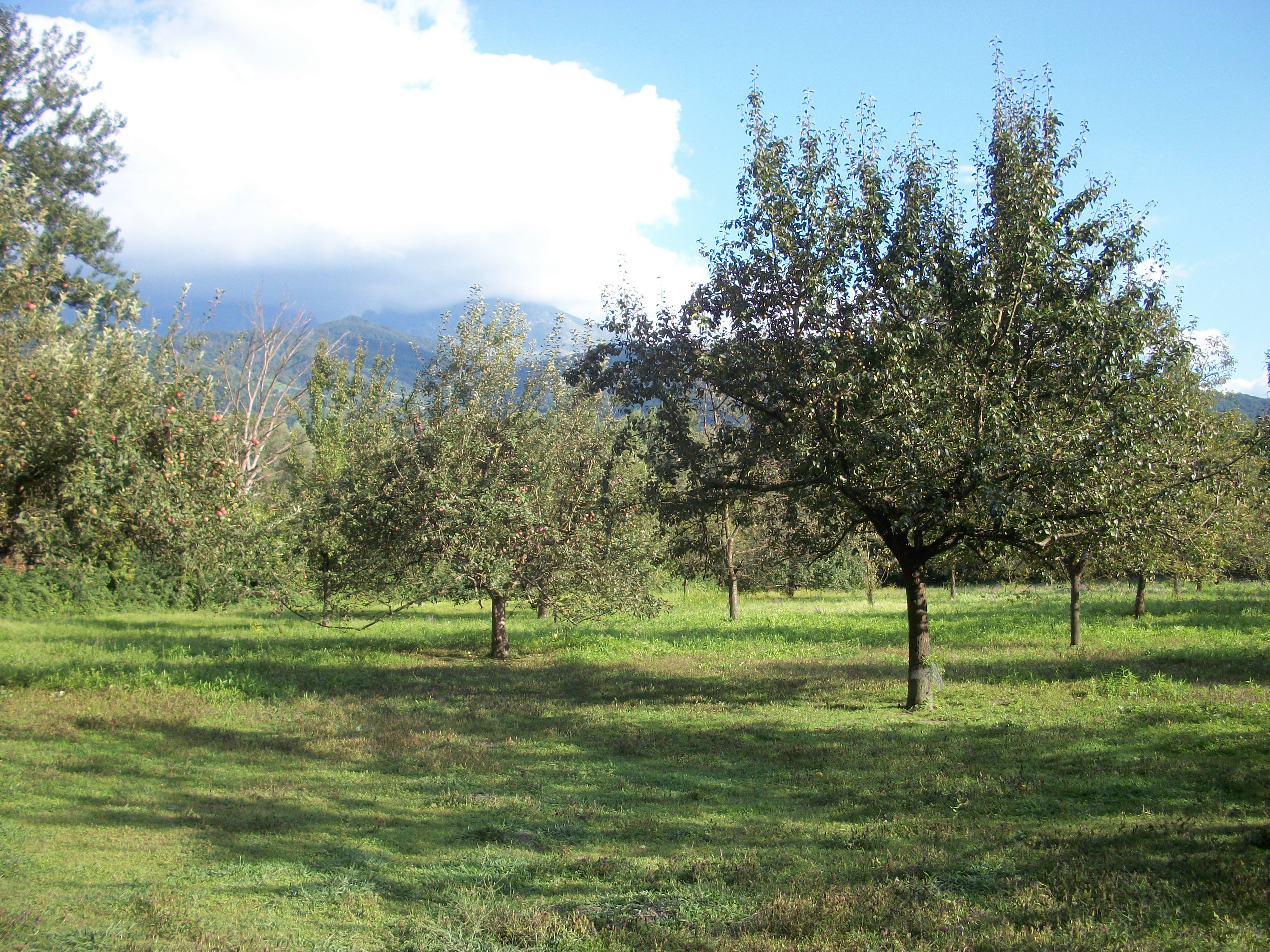
Le verger conservatoire.
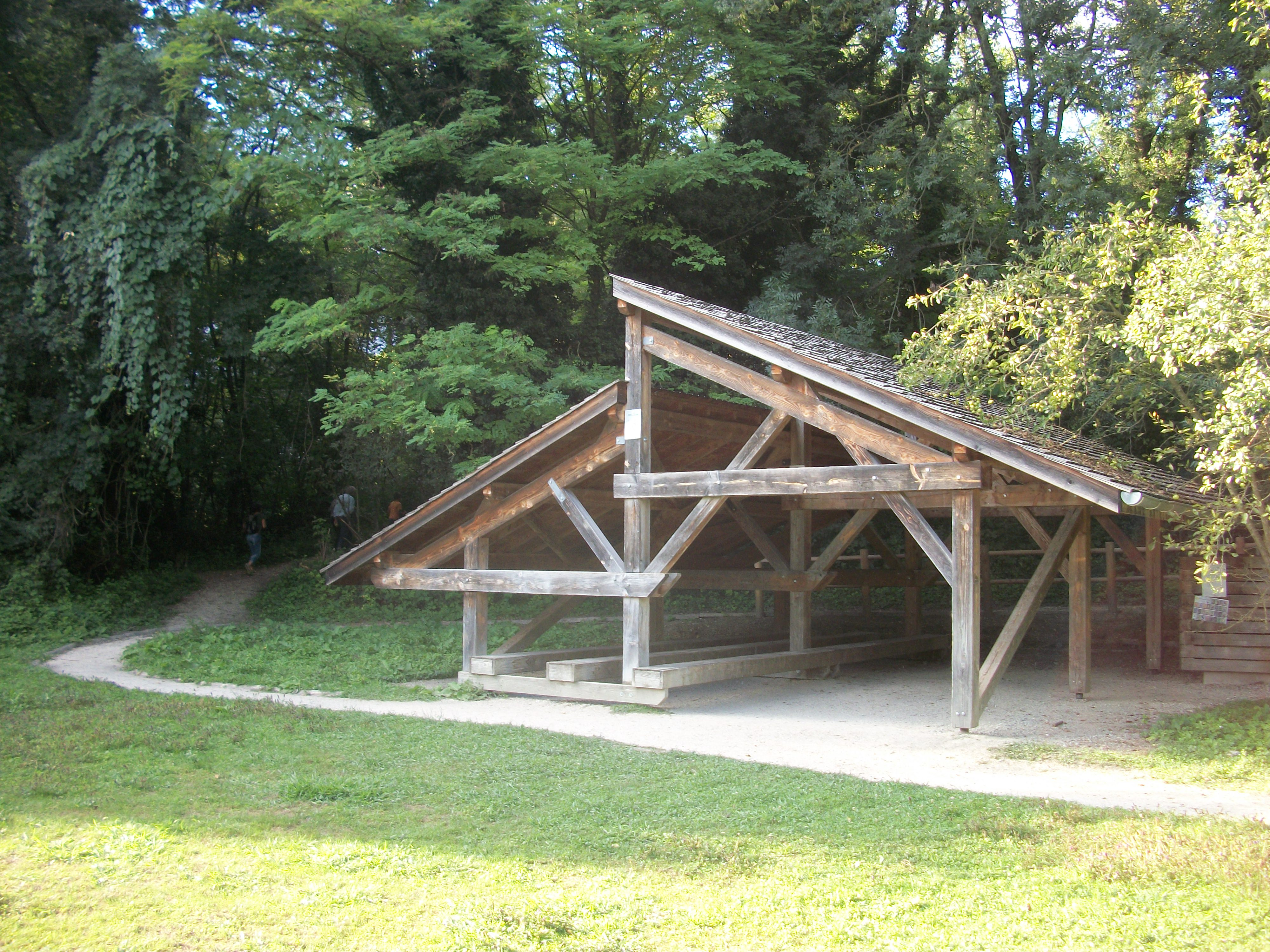
L'abri dans le verger conservatoire.
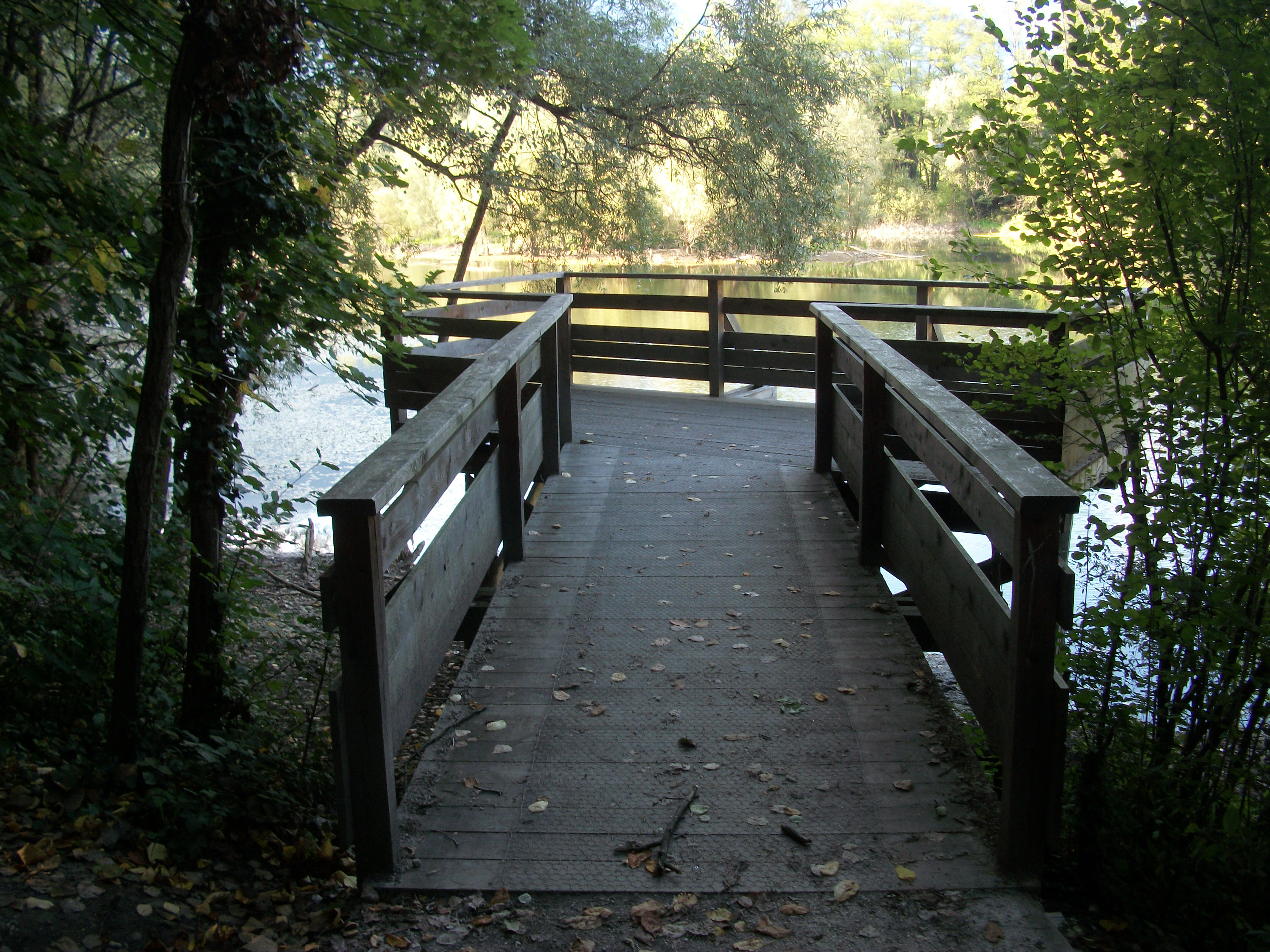
Le ponton d'observation.

### Habitats
L'habitat principal sur l'espace naturel est une forêt alluviale, composée essentiellement de saules blancs et peupliers noirs avec la présence d'autres essences : aulnes, frênes, ormes et chênes.

### Faune
L'espace naturel abrite une multitude d'espèces animales. 
- Oiseaux : cygne, canard, foulque, héron cendré, héron pourpre, martin-pêcheur, chevalier guignette, …
- Mammifères : castor, ragondin, renard, noctule commune, …
- Invertébrés : libellules, demoiselles, notonecte, dytique, gerris.

### Flore
Côté végétation, il est possible de trouver outre des espèces courantes, des roseaux dits massettes, les renoncules aquatiques, les iris des marais, la samole de Valerand. et même une plante carnivore, l'utriculaire.

## Accès
- Durant la période estivale de la mi-mai à début septembre, le parc est desservi en transport en commun depuis 2007 par la ligne 57 (anciennement navette Bois Français jusqu'en 2014[5]) du réseau TAG, bien que la base soit située en dehors du territoire de Grenoble-Alpes Métropole[6]. À partir de l'été 2019, la desserte sera reprise par la ligne 15 de ce même réseau par un prolongement de certains services durant la période estivale[7] ;
- Depuis Grenoble par l'A41, prendre la sortie Domène, puis sur 1 km la D11 qui vous indiquera sur la droite la direction de la base.

## Galerie de photos

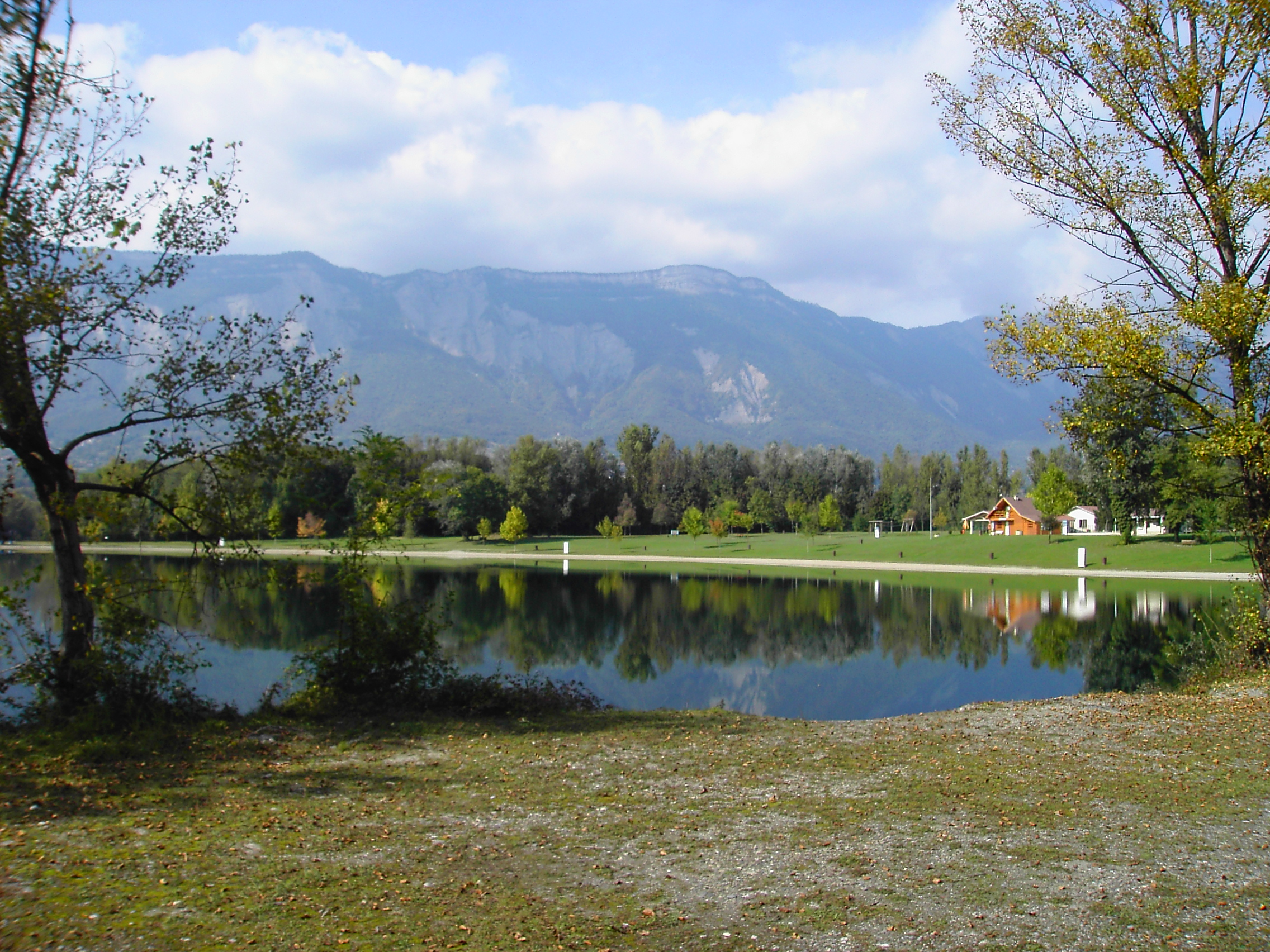
lac Taillefer
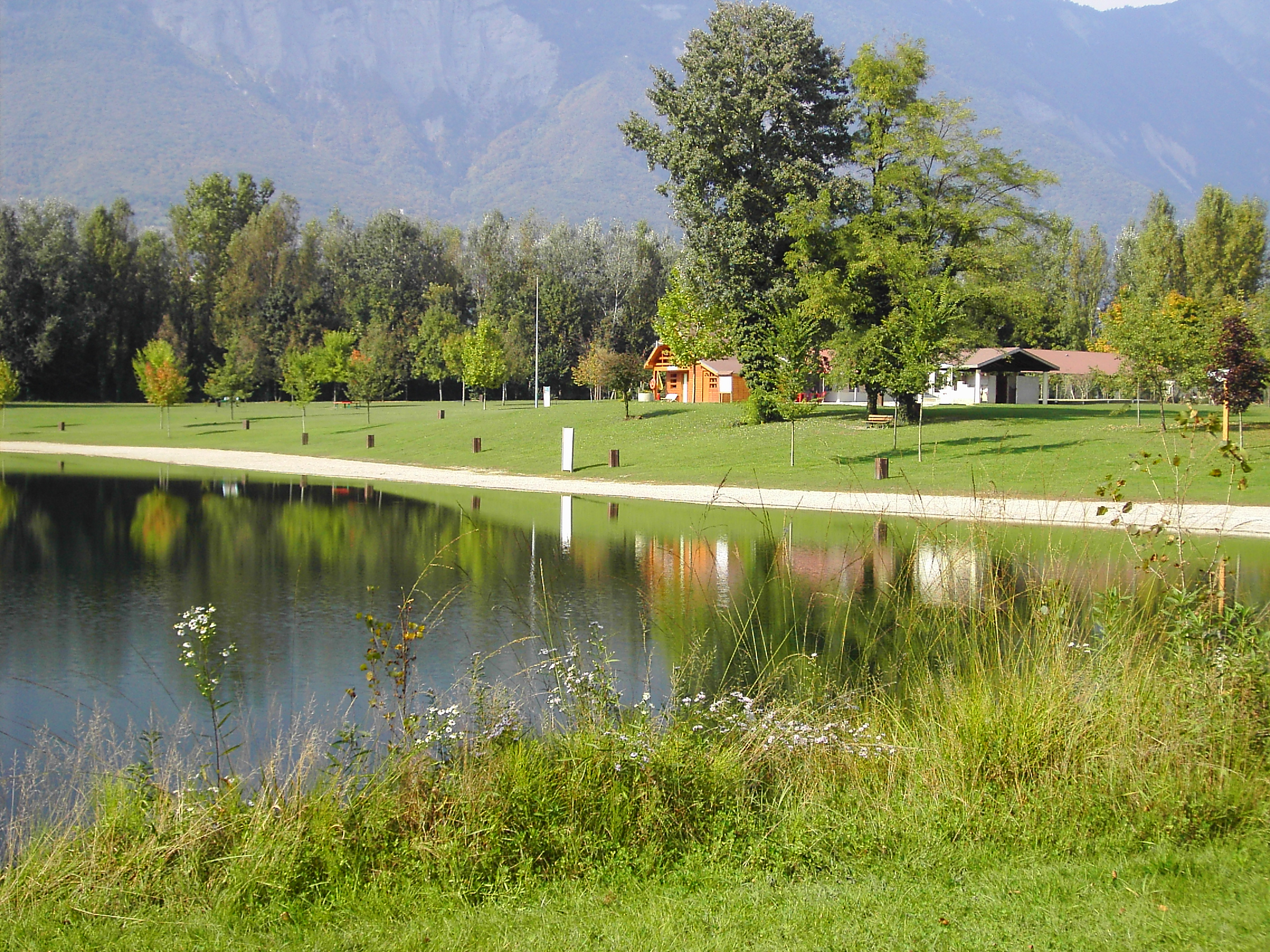
lac Taillefer
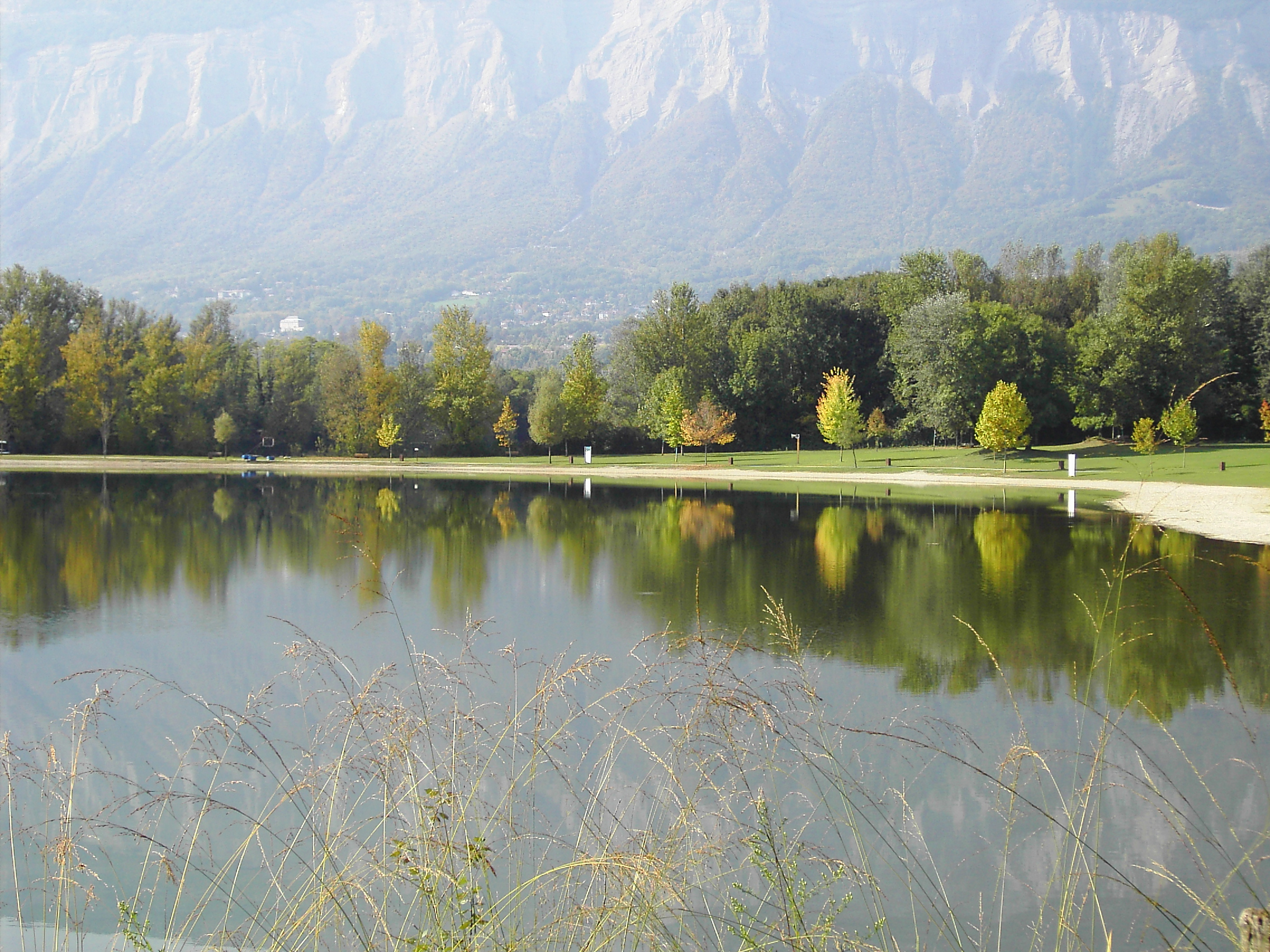
lac Taillefer
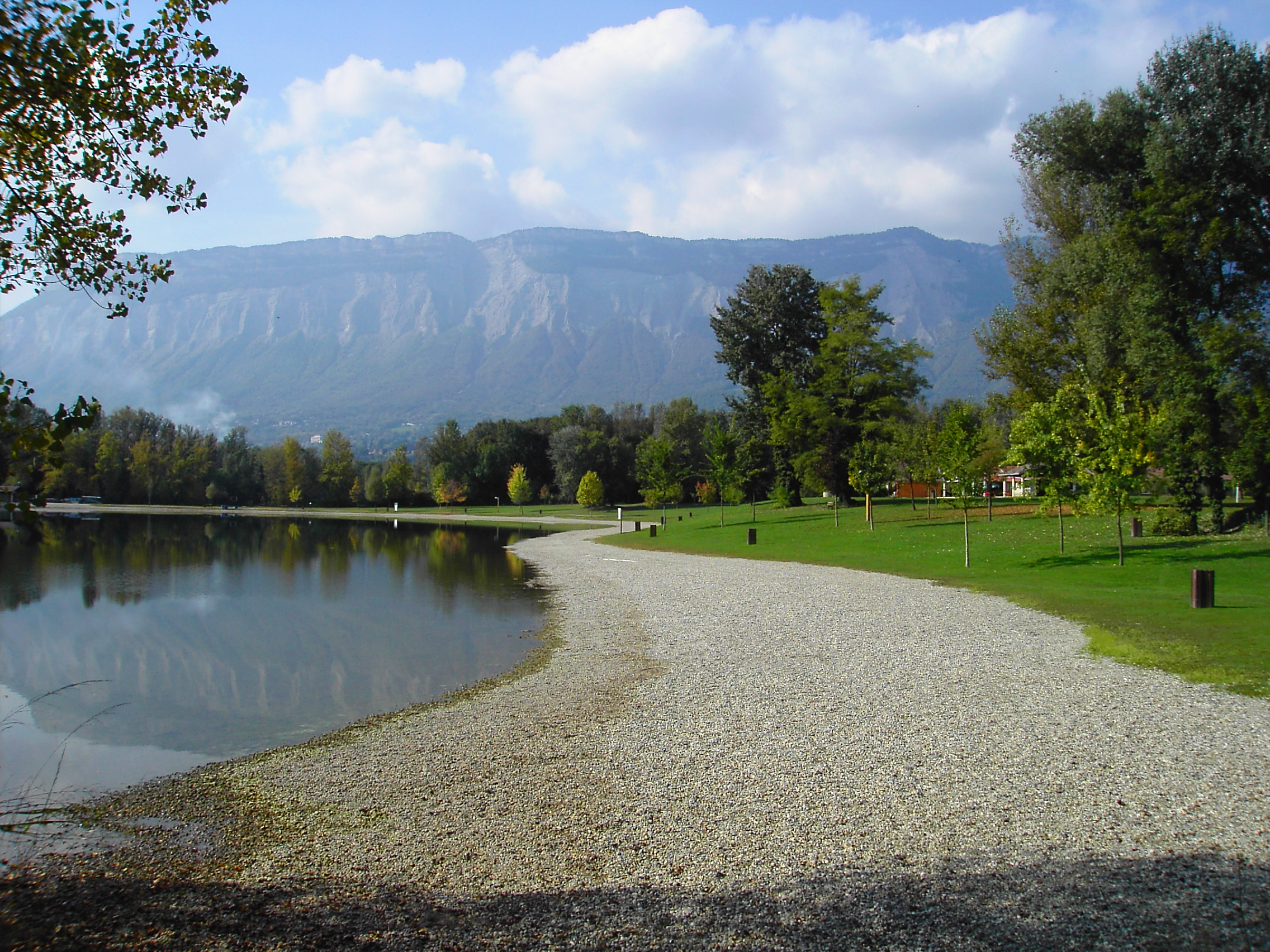
lac Taillefer
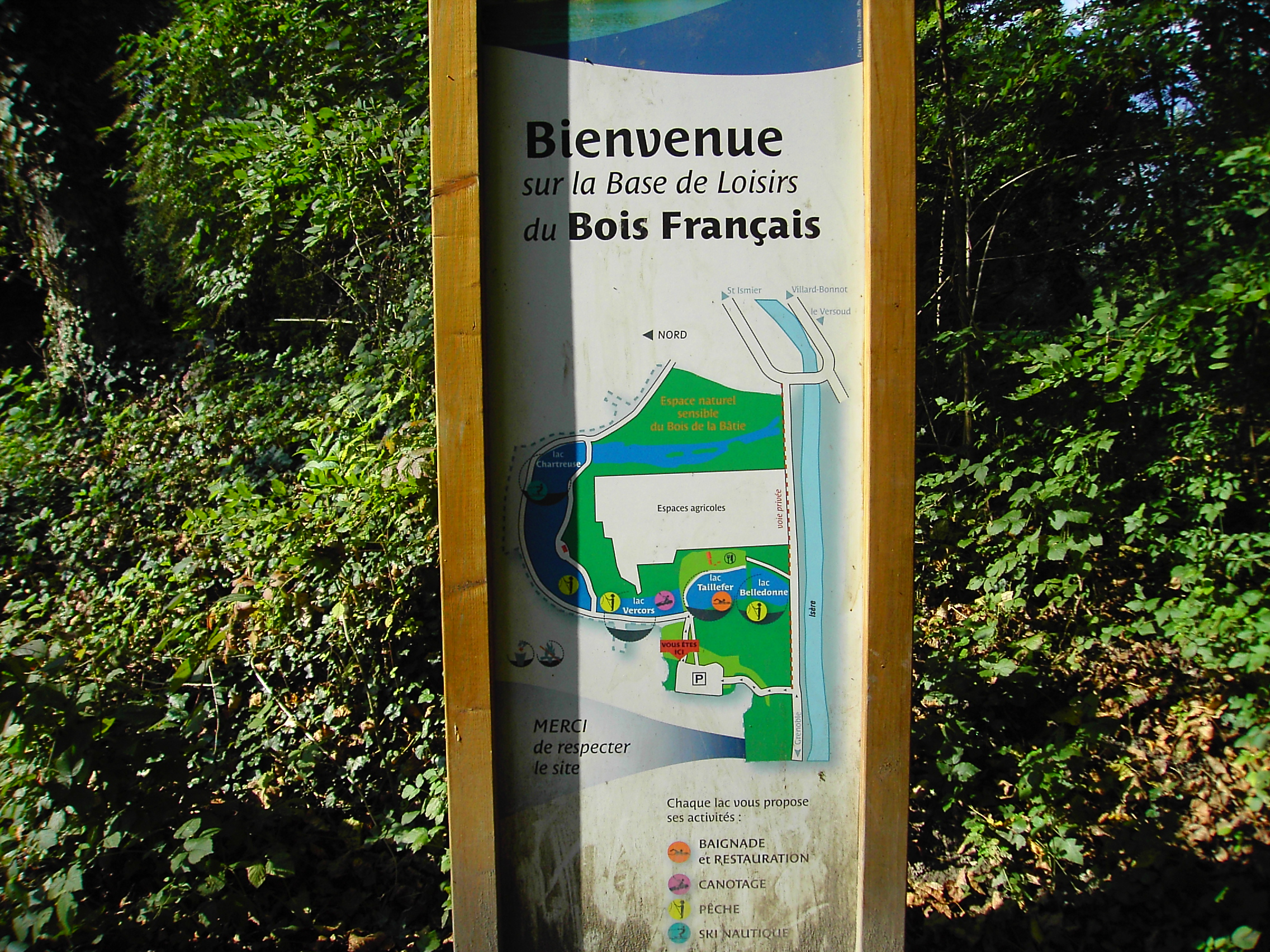
panneau entrée de la base